# Victoria (Colômbia)

Localização de Victoria no departamento de Caldas.

Victoria é um município localizado no departamento colombiano de Caldas.